# Мур, Кристофер
Кристофер Мур (англ. Christopher Moore; 1957, Толидо, Огайо, США) — американский писатель-прозаик.

## Биография
Отец писателя много лет прослужил в дорожной полиции — ему часто приходилось вытаскивать жертвы аварий из горящих покореженных автомобилей. В юности Кристофер крыл крыши, на керамической фабрике лепил статуэтки с библейскими сценами, торговал страховыми полисами, был фотографом, диск-жокеем, журналистом, клерком мотеля, обслуживал столики в итальянском ресторане.
Будучи единственным ребеноком в семье, Мур научился развлекать себя своим воображением. Он любил читать, и его отец приносил ему много книг из библиотеки. Он начал писать примерно в возрасте двенадцати лет и к шестнадцати годам понял, что это его призвание. Тогда он и стал думать, чтобы сделать это своей карьерой. Но начал литературную деятельность только в тридцать. 
Его романы переведены практически на все европейские языки.

## Сочинения

### Романы
| Американские издания                                                | Русские переводы |
| ------------------------------------------------------------------- | --- |
| Practical Demonkeeping (1992)                                       | Практическое демоноводство. Фантом Пресс, 2002 г. ISBN 5-86471-302-3. |
| Coyote Blue (1994)                                                  | Хандрить из-за койота |
| Bloodsucking Fiends: A Love Story (1995)                            | Изверги-кровососы. Эксмо, 2013 г. ISBN 978-5-699-62222-1 |
| Island of the Sequined Love Nun (1997)                              | Озеро любовной монахини в блестки на платье |
| The Lust Lizard of Melancholy Cove (1999)                           | Ящер страсти из бухты грусти. Фантом Пресс, 2002 г. ISBN 5-86471-285-X |
| The Gospel According to Biff, Christ’s Childhood Pal (2002)         | Агнец. Евангелие от Шмяка, друга детства Иисуса Христа. Фантом Пресс, 2004 г. ISBN 5-86471-342-2                                                                                      |
| Fluke — Or, I Know Why the Winged Whale Sings (2003)                | Хвостовой плавник, или, я знаю, почему поет крылатый кит |
| The Stupidest Angel: A Heartwarming Tale of Christmas Terror (2004) | Самый глупый ангел. Трогательная сказка о рождественском кошмаре. Фантом Пресс, 2006 г. ISBN 5-86471-394-5                                                                            |
| The Stupidest Angel v 2.0 (2005)                                    | Самый глупый ангел Редакция 2.0 (Оригинальный роман остается без изменений, но в конце этого издания находится короткий рассказ в добавление). Эксмо, 2011 г., ISBN 978-5-699-52825-7 |
| A Dirty Job (2006)                                                  | Грязная работа. Фантом Пресс, 2009 г. ISBN 978-5-86471-477-5 |
| You Suck: A Love Story (2007)                                       | Вампиры: A Love Story. Фантом Пресс, 2008 г. ISBN 978-5-86471-429-4 |
| Fool (2009)                                                         | Дурак. Эксмо, 2013 г. ISBN 978-5-699-61672-5 |
| Sacré Bleu (2012)                                                   | SACRÉ BLEU. Комедия д’искусства. Эксмо, 2013 г. ISBN 978-5-699-66866-3 |
| The Serpent of Venice: A Novel (2014)                               | Венецианский аспид. Эксмо, 2014 г. ISBN 978-5-699-77918-5 |
| Secondhand Souls (2015)                                             | Б/У души |

### Рассказы
- «Our Lady of the Fishnet Stockings» (1987)
- «Cat’s Karma» (1987)

### Другие сочинения
- The Griff (Грифф) (2001), сценарий для постановки кино